# Pui Fan Lee
Pui Fan Lee (nacida el 14 de julio de 1971) es una actriz inglesa y presentadora, más conocida para interpretar a Po en el programa televisivo para niños Teletubbies, y más recientemente por presentar el popular programa preescolar CBeebies. Era la primera presentadora, al lado de Chris Jarvis, Sidney Sloane, y Demandar Monroe. En enero de 2009, Pui dejó presentar CBeebies para presentar Show Me Show Me.